# Seznam plovil za minsko bojevanje Vojne mornarice ZDA
To je seznam plovil za minsko bojevanje Vojne mornarice ZDA.

## Pomožni minopolagalci
- USS Chimo (ACM-1)
- USS Planter (ACM-2)
- USS Barricade (ACM-3)
- USS Buttress (ACM-4)
- USS Barbicon (ACM-5)
- USS Bastion (ACM-6)
- USS Obstructor (ACM-7)
- USS Picket (ACM-8)
- USS Trapper (ACM-9)
- USS Monadnock (ACM-10)
- USS Camanche (ACM-11)
- USS Canonicus (ACM-12)
- USS Miantonomah (ACM-13)
- USS Monadnock (ACM-14)
- USS Nausett (ACM-15)
- USS Puritan (ACM-16)

## Obalni minolovci
- USS Accentor (AMc-36)

## Minoiskalci
- USS Accentor (LCIL-652)

## Rušilci minopolagalci
- USS Stribling (DM-1)
- USS Murray (DM-2)
- USS Israel (DM-3)
- USS Luce (DM-4)
- USS Maury (DM-5)
- USS Lansdale (DM-6)
- USS Mahan (DM-7)
- USS Hart (DM-8)
- USS Ingraham (DM-9)
- USS Ludlow (DM-10)
- USS Burns (DM-11)
- USS Anthony (DM-12)
- USS Sproston (DM-13)
- USS Rizal (DM-14)
- USS Gamble (DM-15)
- USS Ramsay (DM-16)
- USS Montgomery (DM-17)
- USS Breese (DM-18)
- USS Tracy (DM-19)
- USS Preble (DM-20)
- USS Sicard (DM-21)
- USS Pruitt (DM-22)
- USS Robert H Smith (DM-23)
- USS Thomas E Fraser (DM-24)
- USS Shannon (DM-25)
- USS Harry F Bauer (DM-26)
- USS Adams (DM-27)
- USS Tolman (DM-28)
- USS Henry A Wiley (DM-29)
- USS Shea (DM-30)
- USS J William Ditter (DM-31)
- USS Lindsey (DM-32)
- USS Gwin (DM-33)
- USS Aaron Ward (DM-34)

## Oceanski minolovci
- USS Ability (MSO-519)